# 蘇秦
蘇 秦（そ しん、? - 紀元前284年?）は、中国戦国時代の弁論家。張儀と並んで縦横家の代表人物であり、諸国を遊説して合従を成立させたとされる。

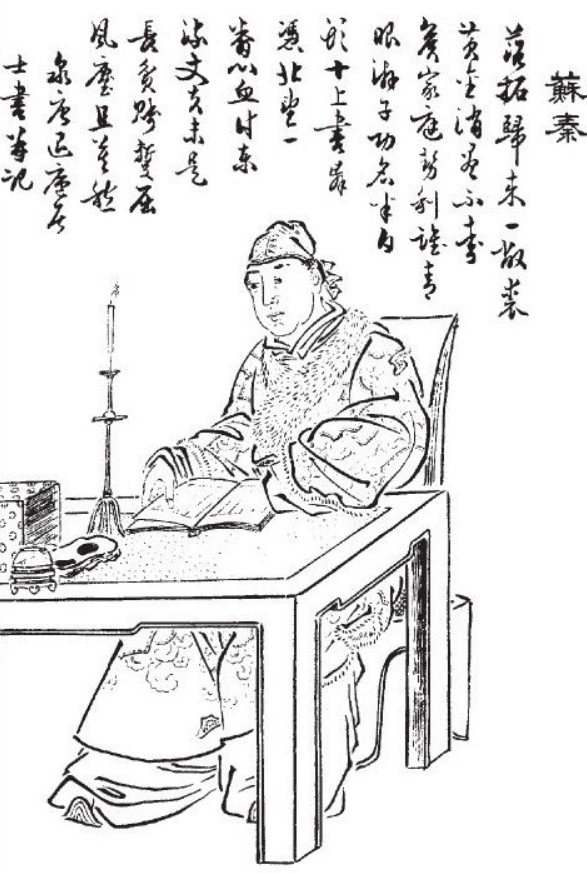
蘇秦

## 史記における略歴
以下は『史記』蘇秦列伝における事跡である。
洛邑の人。斉に行き、張儀と共に鬼谷に師事し、縦横の術を学んだ。数年間諸国を放浪し、困窮して帰郷した所を親族さえも嘲笑され、発奮して相手を説得する方法を作り出した。最初に周の慎靚王に近づこうとしたが、蘇秦の経歴を知る王の側近らに信用されず、失敗した。次に秦に向かい、武王に進言したが、受け入れられなかった。当時の秦は商鞅が死刑になった後で、弁舌の士を敬遠していた時期のためである。
その後は燕の昭王に進言して趙との同盟を成立させ、更に韓・魏・斉・楚の王を説いて回り、戦国七雄のうち秦を除いた六国の間に同盟を成立させ、六国の宰相を兼任した。この時、韓の襄王を説いた際に、後に故事成語として知られる「鶏口となるも牛後となることなかれ」という言辞を述べた。
趙に帰った後、粛侯から武安君に封じられ、同盟の約定書を秦に送った。以後、秦は15年に渡って東に侵攻しなかった。蘇秦の方針は秦以外の国を同盟させ、それによって強国である秦の進出を押さえ込もうとするもので、それらの国が南北に縦に並んでいることから合従説と呼ばれた。
合従を成立させた蘇秦は故郷に帰ったが、彼の行列に諸侯それぞれが使者を出して見送り、さながら王者のようであった。これを聞いて周王も道を掃き清めて出迎え、郊外まで人を出して迎えた。故郷の親戚たちは恐れて顔も上げない様であった。彼は「もし自分にわずかの土地でもあれば、今のように宰相の印を持つことができたろうか」と言い、親族・友人らに多額の金銭を分け与えた。
合従解体後は燕に仕えたが、国内での立場が微妙になったために斉に移った。その目的は斉の国力を弱め、燕の利益を図ることにあった。斉では湣王に取り立てられたが、そのため対立者により暗殺されてしまう。蘇秦は死ぬ直前に湣王に対して「私が死んだら私の遺体に対し車裂きの刑に処し、『蘇秦は燕のために斉で謀反を企てた』としてください。そうすれば私を殺した者が出てくるでしょう」と言った。湣王は蘇秦の遺言に従うと、蘇秦を殺した者が自首してきたので捕らえて処刑した。
張儀列伝によると、張儀を秦に送ったのも蘇秦の魂胆で、秦による趙への出兵を張儀に止めさせる狙いがあった。

## 史記の記述における矛盾
上記は『史記』によるものだが、後世の研究において矛盾が指摘されている。たとえばこの時期に、趙の君主は王号を称していなかった。また秦の進出も魏までに留まっており、それより東方の燕や斉には秦の脅威は及んでいなかった。
司馬遷が『史記』を執筆した時代は蘇秦より200年以上後であり、また秦の始皇帝の焚書坑儒によって大量の資料が失われていた。そのため秦の記録と趙世家だけが司馬遷の依拠した資料であり、東方の情報が欠乏していた。そこで秦での張儀の活動については詳しくわかるが、東方で活動した蘇秦については事績が曖昧になった。さらに司馬遷自身が「世間では蘇秦の異聞が多く、異なる時代の事件をみな蘇秦の事績に附会している」としている。従って司馬遷は蘇秦の事績の復元を乏しい資料によって行ったのだが、その編集を誤ったと考えられている。
1973年、湖南省長沙市の馬王堆漢墓から、『戦国縦横家書』（日本語訳：工藤元男　朋友書店　ISBN 9784892810336）という司馬遷の時代より古い書物が発見された。これに基づいて蘇秦の事績は大幅に修正された。
蘇秦は張儀よりも後の時代に活躍した人であった。その時代、斉は燕の領土を奪い、秦と並ぶ二大強国となっていた。そこで諸国はこの2国のどちらと同盟するかという対応に迫られた。また燕は斉への復讐を企てていた。この時に燕に登用されたのが蘇秦であり、斉への使者となった。さらに斉でも外交官となって合従のために奔走するが、実は燕のために斉と趙の離間を図っていた。その結果、まず紀元前288年に燕・斉・趙・韓・魏の5国が合従して秦を攻めたが、5カ国連合軍は退却した。次に紀元前284年には今度は燕・趙・魏・韓・楚の5カ国が合従して斉を攻撃し（済西の戦い）、燕は復讐を果たすのである。

## 淮南子
『淮南子』詮言訓では「公孫龍粲於辞而貿名、鄧析巧辯而乱法、蘇秦善説而亡国｣と列記され、その智謀（弁論術）がかえって国をほろぼした例として批評されている。